# خط طول 114° شرق
خط طول 114° شرق هو أحد خطوط الطول الجغرافية، والتي تمتد من القطب الشمالي الجغرافي إلى القطب الجنوبي الجغرافي، وحسب التحويل الزمني يتقدم خط طول 114° شرق عن خط غرينتش بـ7 ساعات و36 دقيقة.

## من القطب إلى القطب
ينطلق خط طول 114° شرق من القطب الشمالي نحو القطب الجنوبي مرورا بالمناطق التي ترد في الجدول التالي:
| الإحداثيات                           | البلد أو الإقليم أو البحر | ملاحظات |
| ------------------------------------ | ------------------------- | --- |
| 90°0′N 114°0′E / 90.000°N 114.000°E  | المحيط المتجمد الشمالي    | |
| 79°3′N 114°0′E / 79.050°N 114.000°E  | بحر لابتيف                | مرورا بشرق the تايميار, كراسنويارسك كراي, روسيا (في 75°50′N 113°55′E / 75.833°N 113.917°E) |
| 73°34′N 114°0′E / 73.567°N 114.000°E | روسيا                     | ياقوتيا إركوتسك أوبلاست — من 59°45′N 114°0′E / 59.750°N 114.000°E بورياتيا — من 56°36′N 114°0′E / 56.600°N 114.000°E كراي عبر البايكال — من 53°43′N 114°0′E / 53.717°N 114.000°E Republic of Buryatia — من 53°15′N 114°0′E / 53.250°N 114.000°E Zabaykalsky Krai — من 52°38′N 114°0′E / 52.633°N 114.000°E |
| 50°10′N 114°0′E / 50.167°N 114.000°E | منغوليا                   | |
| 44°56′N 114°0′E / 44.933°N 114.000°E | جمهورية الصين الشعبية     | منغوليا الداخلية خبي – من 41°29′N 114°0′E / 41.483°N 114.000°E Inner Mongolia – من 40°58′N 114°0′E / 40.967°N 114.000°E شانشي – من 40°29′N 114°0′E / 40.483°N 114.000°E Hebei − لحوالي 14 km من 40°5′N 114°0′E / 40.083°N 114.000°E Shanxi – من 40°0′N 114°0′E / 40.000°N 114.000°E Hebei – من 39°5′N 114°0′E / 39.083°N 114.000°E Shanxi – من 37°41′N 114°0′E / 37.683°N 114.000°E Hebei – من 37°25′N 114°0′E / 37.417°N 114.000°E خنان – من 36°21′N 114°0′E / 36.350°N 114.000°E خوبي – من 31°45′N 114°0′E / 31.750°N 114.000°E جيانغشي − لحوالي 20 km من 29°7′N 114°0′E / 29.117°N 114.000°E خونان – من 28°54′N 114°0′E / 28.900°N 114.000°E Jiangxi – من 28°2′N 114°0′E / 28.033°N 114.000°E Hunan – من 26°32′N 114°0′E / 26.533°N 114.000°E Jiangxi − من 25°51′N 114°0′E / 25.850°N 114.000°E غوانغدونغ − من 25°21′N 114°0′E / 25.350°N 114.000°E |
| 22°31′N 114°0′E / 22.517°N 114.000°E | هونغ كونغ                 | Mainland و جزيرة لانتاو |
| 22°12′N 114°0′E / 22.200°N 114.000°E | بحر الصين الجنوبي         | مرورا عبر the disputed جزر سبراتلي |
| 4°35′N 114°0′E / 4.583°N 114.000°E   | ماليزيا                   | سراوق – on the جزيرة بورنيو |
| 1°27′N 114°0′E / 1.450°N 114.000°E   | إندونيسيا                 | جزيرة بورنيو |
| 3°22′S 114°0′E / 3.367°S 114.000°E   | بحر جاوة                  | |
| 6°53′S 114°0′E / 6.883°S 114.000°E   | إندونيسيا                 | جزيرة جزيرة مادورا |
| 7°6′S 114°0′E / 7.100°S 114.000°E    | مضيق مادورا               | |
| 7°38′S 114°0′E / 7.633°S 114.000°E   | إندونيسيا                 | جزيرة جاوة (جزيرة) |
| 8°36′S 114°0′E / 8.600°S 114.000°E   | المحيط الهندي             | |
| 21°53′S 114°0′E / 21.883°S 114.000°E | أستراليا                  | أستراليا الغربية |
| 25°33′S 114°0′E / 25.550°S 114.000°E | Shark Bay                 | |
| 26°22′S 114°0′E / 26.367°S 114.000°E | أستراليا                  | أستراليا الغربية |
| 27°18′S 114°0′E / 27.300°S 114.000°E | المحيط الهندي             | |
| 60°0′S 114°0′E / 60.000°S 114.000°E  | المحيط الجنوبي            | |
| 66°3′S 114°0′E / 66.050°S 114.000°E  | القارة القطبية الجنوبية   | الإقليم الأسترالي في القارة القطبية الجنوبية, المطالب الإقليمية بالقارة القطبية الجنوبية by أستراليا |